# Salomon Adler-Rudel
Salomon Adler-Rudel (auch Schalom Adler-Rudel, hebräisch שלום אדלר-רודל‎; geboren 23. Juni 1894 in Czernowitz, Österreich-Ungarn; gestorben 14. November 1975 in Jerusalem) war Sozialpolitiker und ein Pionier jüdischer Sozialarbeit in Österreich, Deutschland, Großbritannien und Israel.

## Leben
Salomon Adler-Rudel war ein Sohn des Nathan Rudel und der Jetti Adler. Er war von 1915 bis 1918 Generalsekretär der Poale Zion in Wien und Direktor der Wohlfahrtsorganisation der Ostjuden (Arbeiterfürsorgeamt) in Berlin von 1919 bis 1934.
Von 1930 bis 1934 war er Geschäftsführer der Arbeitsgemeinschaft der Jüdischen Arbeitsnachweise der jüdischen Gemeinde in Berlin, von 1934 bis 1936 Generalsekretär der Reichsvertretung der Deutschen Juden, von 1936 bis 1945 Repräsentant der deutschen Juden in internationalen Organisationen und Administrator des Central British Fund for German Jewry (CBF) in London. 1936 hatte die Gestapo seine Auswanderung erzwungen. Aus den Jahren 1940/42 gibt es einen kurzen Briefwechsel mit Hannah Arendt, die wie er in der Flüchtlingsarbeit für Juden tätig war, sie insbesondere für die Jugend-Alijah. Diese Briefe sind eines der wenigen Zeugnisse von Arendts Pariser Jahren und ihrer Flucht. Die Briefpartner reflektieren die Lage von Flüchtlingen angesichts der Bedrohung Europas durch die Deutschen.
In Großbritannien war Salomon Adler-Rudel in verschiedenen jüdischen Selbsthilfeorganisationen tätig. Er und seine Frau wurden für viele aus Deutschland geflüchtete Juden zu einer ersten Anlaufstelle und zu Ratgebern.
Seit 1946 lebte Salomon Adler-Rudel in Palästina. Nach der Staatsgründung Israels war er von 1949 bis 1955 Leiter der Abteilung Internationale Beziehungen der Jewish Agency (er war auch Mitglied der Delegation beim Luxemburger Abkommen), von 1958 bis 1975 war er Direktor des Leo-Baeck-Instituts in Jerusalem.
Salomon Adler-Rudel veröffentlichte zahlreiche Schriften zur Ostjudenfrage und zur jüdischen Sozialpolitik.

## Schriften (Auswahl)

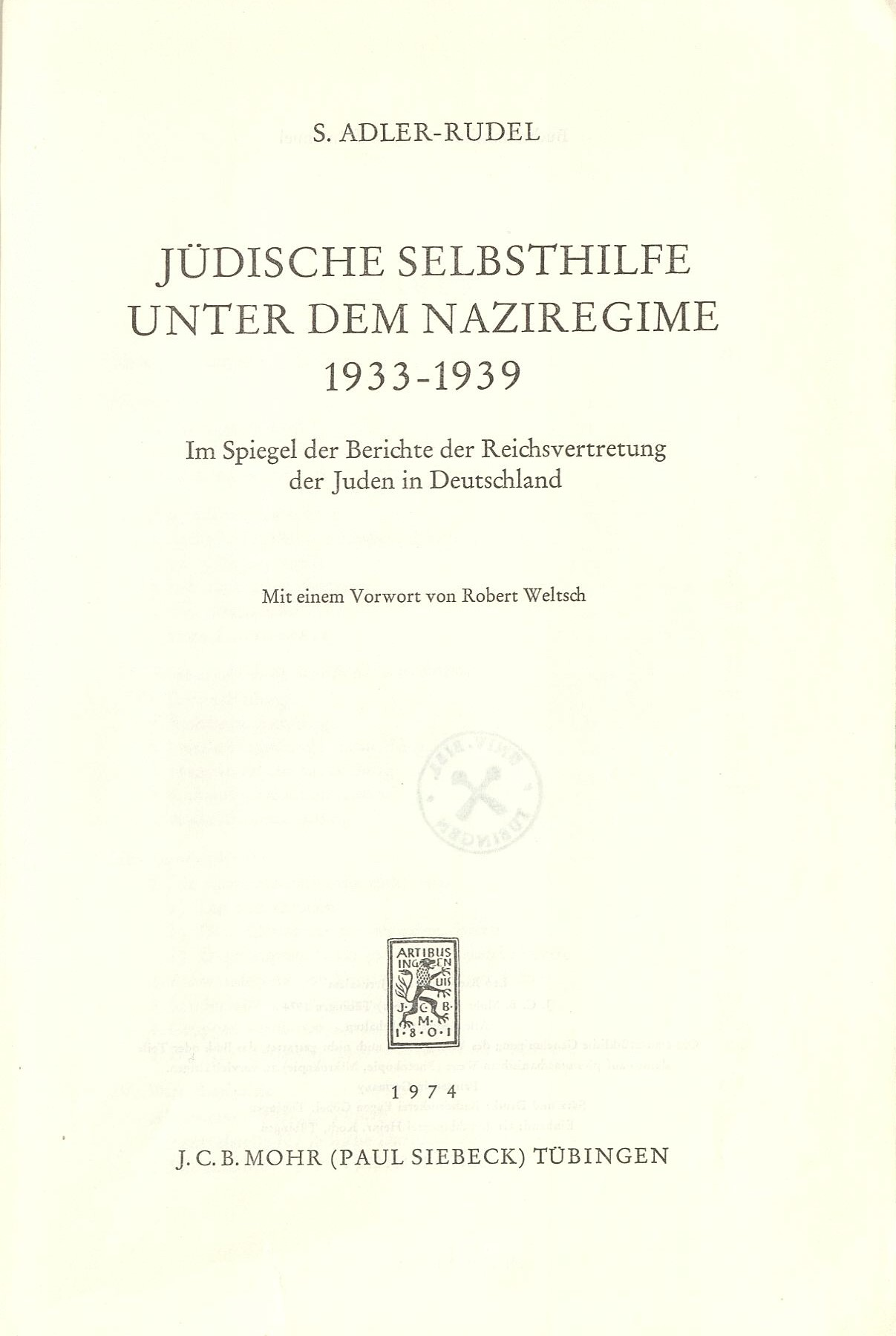
Jüdische Selbsthilfe (1974)

- Ostjuden in Deutschland. Philo, Berlin 1924.
- Ostjuden in Deutschland 1880–1940. Mohr, Tübingen 1959.
- Jüdische Selbsthilfe unter dem Naziregime 1933–1939. Im Spiegel der Berichte der Reichsvertretung der Juden in Deutschland. Vorwort Robert Weltsch. Tübingen : Mohr, 1974. (Volltext online)